# Elecussa displosa
Elecussa displosa är en fjärilsart som beskrevs av William Schaus 1912. Elecussa displosa ingår i släktet Elecussa och familjen nattflyn. Inga underarter finns listade i Catalogue of Life.